# Ričice (Proložac)
Ričice su naselje u Hrvatskoj, pripada općini Proložac u Splitsko-dalmatinskoj županiji.

## Povijest
Srednjovjekovni grad Ričani (Ričice) prvi se put spominje, u pisanim izvorima, pod imenom: civitate Rixeachi u listini argonsko-napuljskog kralja Alfonza V., izdanoj 30. ožujka 1454. godine Stjepanu Vukčiću Kosači, „vojvodi sv. Save, gospodaru humske zemlje, drniškom knezu i velikom vojvodi bosanskom“. Ludwig Thalloczy, grad («civitate Rixeachi») preveo je kao selo Ričice, a Marko Vego, kao grad Ričani ili Ričine. U objavljenim radovima, jedini je Marko Vego tražio srednjovjekovni grad Ričani ili Ričice na temelju terenskog obilaska, držeći da se Ričani ili Ričine nalazio na području Posušja ili Imotskog. Osnovu njegova istraživanja činila je „potočina“ Ričina koju M. Vego, naziva: «rijeka Ričina», odnosno «rječica Ričina», te  «potočina Ričine». Buični potok Ričina, o čemu piše M. Vego, nastaje od kišnice, otapanja snijega i manjih izvora vode u selu Tribistovo kod Posušja. Potok Ričina protiče kroz sela Čitluk, Vinjane, Vir, i Podbilu kod Posušja, te u općini Imotski kroz selo Ričice i Proložac.
Arheološki-topografski ostaci u selu Ričice kod Imotskoga skreću pažnju da se ova lokacija (Gradina) razmotri kao moguće mjesto gdje je sagrađen srednjovjekovni grad Ričice (Ričani) iz 1454.godine. 
Gradina odnosno srednjovjekovni grad u Ričicama kod Imotskog nalazi se na dominantnom položaju i pod tim imenom obuhvaća dva arheološka staništa. Prvo stanište nalazi se na manjoj uzvišici idući od katoličke crkve sv. Ivana u Ričicama, gdje se nalaze ostaci naselja iz prapovijesnog i rimskog doba, a drugo je dominirajuće uzvišenje na kojemu je sagrađen srednjovjekovni grad, vjerojatno grad Ričice ili Ričani iz 1454.godine.  Srednjovjekovni grad Ričice ili Ričani, koji se nalazi na brdu Gradina na nadmorskoj visini 499 m i danas ima vidljive ostatke grada s obrambenim zidovima, ostacima pričuvnice, dva prokopa usječena u kamenu i vjerojatno zdenac za vodu. Srednjovjekovni grad leži na pogodnom mjestu za motrenje kretanja putnika, odnosno mogućeg neprijatelja, te zaštitu puta koji je vodio od Metkovića ili Gabele – Ljubuški – Imotski –Proložac – Ričice – Podbila –Vir – Grad Rog – Tomislav grad – Bugojno (dolina Vrbas) i drugoga puta od Splita – Klisa – Aržanog – Studenaca – Ričice. Uz topografsko ime sela Ričice kod Imotskoga mogu se spomenuti i imena zemljišta u selu Ričice, kao što su: rinčuša ( k.o. Ričice, broj parcele 11/1, 12/2, 289/2, Plan 9, Ured za katastar zemljišta Imotski, te Ričin dolac u susjednom selu Podbila kod Posušja, k.o. Podbila kod Posušja). Spomenuti topografski podaci objavljuju se prvi put, a pisac ovog rada ih je ispisao iz zemljišnih knjiga ureda za katastar zemljišta Imotskog i Posušja. Jezično – topografsko ime Ričica dolazi u 13. stoljeću. Međutim, postoji i plemensko odnosno rodovsko Ričani, Ričanin od imena Rika, kao što je Juriša Ričanin iz 1458. godine, te Ričičanin, muškarac iz sela Ričice. Spomenuto je ime (toponim) Ričin dolac u Podbiloj kod Posušja, koji se nalazi uz susjedno selo Ričice kod Imotskoga, koji bi se mogao dovesti u svezu s imenom Ričice prilikom proučavanja nestanka imena Ričice kod Imotskoga, odnosno za ime srednjovjekovnog grada u Ričicama kod Imotskoga iz 1454. godine.
O značenju sadašnjeg sela Ričice u ranom srednjem vijeku svjedoče i toponimi o crkvama kao značajnom religijskom središtu, kao što su: Satulija (sv. Ilija) do 9. stoljeća, te Petrova Glavica, vjerojatno crkva sv. Petra. Iz razvijenog srednjeg vijeka u Ričicama su sačuvane tri skupine stećaka od ukupno 42 stećka, koje sam popisao 1980. godine. O stećcima u Ričicama kod Imotskoga pisali su dr. Lovre Katić, Šefik Bešlagić, Marijan Lozo i Vinko Tolić, te posebna studija skupine pisaca, napisana nakon arheološkog iskapanja grobova pod stećcima (koje sam drugim obilaskom zatekao u ispreturanom položaju, kako kostiju, tako i stećaka), pod imenom « Ričice nakropole stećaka «. Vinko Tolić, pišući o Ričicama kod Imotskoga, u spomenutom članku istakao je, opravdano, da « grad (kulu) Ričane valja tražiti na oštroj kosi zvanoj Gradina u Ričicama».
Selo Ričice kod Imotskoga i njen grad Ričice (Ričani) iz 1454.godine, te srednjovjekovni grad Proložac kod Imotskoga polovicom 15.stoljeća sigurno su ulazili u okvire srednjovjekovne županije Posušje, o čemu saznajemo iz isprave kralja Alfonza V. Iz 1444.godine, gdje piše: « Prolosac Vposutro « ( Proložac u Posušju). Znači, da srednjovjekovni grad Proložac, barem jedno vrijeme, nije ulazio u okvire županije Imota, ili u županiju Radobilja, već u županiju Posušje, uključujući i Ričice ( naselje i srednjovjekovni grad).

## Stanovništvo
| broj stanovnika | 1137  | 910   | 1056  | 1123  | 1177  | 1281  | 1334  | 1528  | 1671  | 1634  | 1681  | 1572  | 1077  | 734   | 547   | 231   | 179   |
|                 | 1857. | 1869. | 1880. | 1890. | 1900. | 1910. | 1921. | 1931. | 1948. | 1953. | 1961. | 1971. | 1981. | 1991. | 2001. | 2011. | 2021. |

## Kretanje broja stanovnika od 1843
| Godina | Broj stanovnika |
| 1843   | 1075            |
| 1886   | 1502            |
| 1913   | 1937            |
| 1971   | 1573            |
| 1979   | 1306            |
| 1990   | 224             |

## Znamenitosti
- Crkva sv. Ivana Krstitelja, zaštićeno kulturno dobro

## Poznate osobe
- Mate Parlov - profesionalni boksački prvak svijeta
- dr. Bruno Tandara - hrvatski uznik i proljećar
- Mate Matišić - dramatičar, scenarist, skladatelj i glazbenik
- don Mladen Parlov - profesor, pisac i humanist
- Srećko Kilić - znanstvenik, romanopisac i pjesnik
- Josip Pavić - hrvatski vaterpolski reprezentativac
- Vinko Pavić - hrvatski pjesnik i prozaik
- Branka Lekić - pjesnikinja
- Milan Lekić Lex - portretni karikaturist
- Stipe Brnas - bivši profesionalni nogometaš
- Vice Pavić - nogometni sudac
- Matea Parlov Koštro - hrvatska maratonka

## Vanjske poveznice
- Ričice.hr